# Liphistius lordae
Liphistius lordae är en spindelart som beskrevs av Norman I. Platnick och Sedgwick 1984. Liphistius lordae ingår i släktet Liphistius och familjen ledspindlar.
Artens utbredningsområde är Myanmar. Inga underarter finns listade i Catalogue of Life.